# D.R.U.G.S. (musikalbum)
D.R.U.G.S är det första studioalbumet av det amerikanska post-hardcorebandet D.R.U.G.S (Destroy Rebuild Until God Shows) som släpptes 22 februari 2011.

## Produktion och inspelning
Sedan 25 augusti 2010 befann sig bandet i Los Angeles för att börja jobba på sin skiva tillsammans med producenten John Feldmann. Albumet har släppt fyra singlar, "If You Think This Song Is About You, It Probably Is", "Mr. Owl Ate My Metal Worm", "Sex Life" och "My Swagger Has a First Name". Låttitlarna "Mr. Owl Ate My Metal Worm" och "Laminated E.T. Animal" från skivan är palindrom titlar. Bandet har också släppt en exklusiv video för låten "Graveyard Dancing" på MTV.

Albumet sålde i 14 000+ ex under första veckan, och debuterade som #29 på Billboard 200. Albumet hamnade på första plats på US Hard Rock.

## Låtlista
Alla låtar är skrivna och komponerade av D.R.U.G.S
Standard edition

1. "If You Think This Song Is About You, It Probably Is" - 2:31

2. "The Only Thing You Talk About" - 3:20

3. "Graveyard Dancing" - 2:59

4. "Mr. Owl Ate My Metal Worm" - 3:26

5. "Sex Life" - 3:30

6. "Laminated E.T. Animal" - 3:32

7. "Stop Reading, Start Doing Pushups" - 2:32

8. "I'm The Rehab, You're The Drugs" 4:04

9. "I'm Here To Take The Sky" - 3:53

10. "The Hangman" 3:50

11. "My Swagger Has a First Name" - 3:43

iTunes bonuslåt

12. "A Little Kiss And Tell - 3:22"